# George Dolenz
George Dolenz alias George Dolentz, all'anagrafe Jure Dolenc (Trieste, 5 gennaio 1908 – Hollywood, 8 febbraio 1963) è stato un attore statunitense di origine slovena, protagonista di una quarantina di pellicole hollywoodiane a partire dall'inizio degli anni quaranta.

## Biografia
Tra i film più importanti a cui partecipò: Gianni e Pinotto in società (1944), Scheherazade (1947), La vendicatrice (1950), Mia cugina Rachele (1952), L'ultima volta che vidi Parigi (1954), Il marmittone (1957) e I quattro cavalieri dell'apocalisse (1962).
Era il marito dell'attrice Janelle Johnson (1923-1995) e il padre dell'attore e cantante dei Monkees Micky Dolenz, nonché nonno dell'attrice Ami Dolenz
Morì a Hollywood (Los Angeles) l'8 febbraio 1963, a soli 55 anni, per un arresto cardiaco. È sepolto nel Forest Lawn Memorial Park di Glendale, vicino a Los Angeles.

## Filmografia parziale

### Cinema
- Unexpected Uncle, regia di Peter Godfrey (1941)
- Segretario a mezzanotte (Take a Letter, Darling), regia di Mitchell Leisen (1942)
- Non c'è tempo per l'amore (No Time for Love), regia di Mitchell Leisen (1943)
- Young Ideas, regia di Jules Dassin (1943)
- Fired Wife, regia di Charles Lamont (1943)
- The Strange Death of Adolf Hitler, regia di James P. Hogan (1943)
- She's for Me, regia di Reginald Le Borg (1943)
- Moonlight in Vermont, regia di Edward C. Lilley (1943)
- Resisting Enemy Interrogation, regia di Bernard Vorhaus (1944)
- Gianni e Pinotto in società (In Society), regia di Jean Yarbrough (1944)
- La voce magica (The Climax), regia di George Waggner (1944)
- Due gambe... un milione! (Bowery to Broadway), regia di Charles Lamont (1944)
- Arsenio Lupin (Enter Arsene Lupin), regia di Ford Beebe (1944)
- Song of the Sarong, regia di Harold Young (1945)
- Easy to Look at, regia di Ford Beebe (1945)
- The Royal Mounted Rides Again, regia di Lewis D. Collins, Ray Taylor (1945)
- Girl on the Spot, regia di William Beaudine (1946)
- Idea Girl, regia di Will Jason (1946)
- Notte di paradiso (Night in Paradise), regia di Arthur Lubin (1946)
- Scheherazade (Song of Scheherazade), regia di Walter Reisch (1947)
- La vendicatrice (Vendetta), regia di Mel Ferrer (1950)
- Mia cugina Rachele (My Cousin Rachel), regia di Henry Koster (1952)
- Morti di paura (Scared Stiff), regia di George Marshall (1953)
- Le ali del falco (Wings of the Hawk), regia di Budd Boetticher (1953)
- L'ultima volta che vidi Parigi (The Last Time I Saw Paris), regia di Richard Brooks (1954)
- Il re dei barbari (Sign of the Pagan), regia di Douglas Sirk (1954)
- Destino sull'asfalto (The Racers), regia di Henry Hathaway (1955)
- La maschera di porpora (The Purple Mask), regia di H. Bruce Humberstone (1955)
- Il marmittone (The Sad Sack), regia di George Marshall (1957)
- La prigioniera del Sudan (Timbuktu), regia di Jacques Tourneur (1959)
- Finestre sul peccato (Look in Any Window), regia di William Alland (1961)
- I quattro cavalieri dell'apocalisse (The Four Horsemen of the Apocalypse), regia di Vincente Minnelli (1962)

### Televisione
- Climax! – serie TV, episodio 3x03 (1956)
- Il conte di Montecristo (The Count of Monte Cristo) – serie TV, 39 episodi (1957)
- The Restless Gun – serie TV, episodio 1x31 (1958)
- Cimarron City – serie TV, episodio 1x25 (1959)
- The Islanders – serie TV, un episodio (1960)
- The Rebel – serie TV, un episodio (1961)
- The Deputy – serie TV, un episodio (1961)
- Tales of Wells Fargo – serie TV, un episodio (1962)
- Bonanza – serie TV, episodio 4x20 (1963)

## Doppiatori

### Italiani
- Giulio Panicali in Mia cugina Rachele e L'ultima volta che vidi Parigi[9]
- Emilio Cigoli in Morti di paura[10]
- Gualtiero De Angelis in Destino sull'asfalto[11]

### Tedeschi
- Friedrich Joloff in Le ali del falco[12]
- Ernst von Klipstein in Destino sull'asfalto
- Curt Ackermann in Spionaggio atomico
- Siegfried Schürenberg in Il re dei barbari
- Wolfgang Eichberger in La maschera di porpora
- Peter Pasetti in La prigioniera del Sudan
- Klaus Miedel in I quattro cavalieri dell'Apocalisse